# Боняк (деревня)
Боняк — деревня в Молоковском районе Тверской области.

## География
Находится в восточной части Тверской области на расстоянии приблизительно 12 км по прямой на запад-северо-запад от районного центра поселка Молоково.

## История
Деревня была отмечена еще на карте 1825 года. В 1859 году здесь (деревня Весьегонского уезда Тверской губернии) было учтено 10 дворов. До 2015 года входила в Ахматовское сельское поселение, с 2015 по 2021 год в состав Обросовского сельского поселения до его упразднения.

## Население
Численность населения: 68 человек (1859 год), 4 (русские 100 %) в 2002 году, 1 в 2010.